# Dímos Avdeliódis
Dímos Avdeliódis (grec moderne : Δήμος Αβδελιώδης) né le 1er janvier 1952 sur Chios, est un réalisateur, scénariste, dramaturge, metteur en scène, acteur et producteur de théâtre et de cinéma grec.

## Biographie
Né sur l’île de Chios, Dímos Avdeliódis a fait des études de philosophie à l'université nationale et capodistrienne d'Athènes. Il a suivi ensuite des études d'art dramatique.
Il a enseigné le cinéma à l'université Panteion de 1993 à 1997.

## Filmographie
- 1976 : Happy Day (acteur)
- 1982 : Concurrence déloyale (scénariste, réalisateur, acteur, producteur) Prix de la critique au Festival du court-métrage de Dráma
- 1986 : L'Arbre qu'on blessait (scénariste, réalisateur, acteur, producteur) Prix spécial de l'association des critiques grecs de cinéma au Festival du cinéma grec 1986 ; Prix européen du jeune réalisateur à la Berlinale 1987 ; éléphant d'or au Festival de New Delhi ; sélection lors de la Semaine de la critique (Festival de Cannes 1987)
- 1990 : Niké de Samothrace (scénariste, réalisateur, acteur, producteur) meilleurs costumes et meilleur son au Festival du cinéma grec 1990
- 1999 : Les Quatre Saisons de la loi (scénariste, réalisateur, producteur) : Meilleur réalisateur, troisième meilleur film, prix FIPRESCI au Festival international du film de Thessalonique 1999 ; Sélection au Festroia 2000 ; Sélection à la Viennale 2000 ; Sélection au Festival international du film de Tokyo 2000 ; Berlinale 2000 : Prix Don Quichotte, prix du public

## Théâtre
Travail sur le karaghiosis